# Golfingia muricaudata
Golfingia muricaudata är en stjärnmaskart som först beskrevs av Rowland Southern 1913.  Golfingia muricaudata ingår i släktet Golfingia och familjen Golfingiidae. Inga underarter finns listade i Catalogue of Life.